# Рабаль, Франсиско
Франси́ско «Пако» Раба́ль Вале́ра (исп. Francisco "Paco" Rabal Valera; 8 марта 1926, Агилас, Мурсия — 29 августа 2001, Мериньяк) — испанский актёр.

## Биография
В 1936 году с началом Гражданской войны в Испании семья Рабаля переехала в Мадрид. Франсиско работал на шоколадной фабрике и уличным торговцем. В 13 лет вынужден был уйти из школы, чтобы работать электриком на киностудии. После того, как он несколько раз поучаствовал в массовке, ему посоветовали попытать счастья в театре.
В последующие годы Рабаль сыграл несколько ролей в различных театральных труппах. В одной из трупп он познакомился с актрисой Асунсьон Балагер; они поженились и оставались вместе до конца жизни Рабаля. Их дочь Тереса — актриса и исполнительница популярных песен в жанре минидиско, сын Бенито — кинорежиссёр.
В 1947 году Рабаль устроился на постоянную работу в театре. Выступал под своим полным именем, хотя близкие люди всегда звали его Пако (уменьшительное от Франсиско), и «Пако Рабаль» стало его неофициальным сценическим именем.
В 1940-х годах начал сниматься в массовке, первые серьёзные роли сыграл в 1950-е годы. Работал в Испании, Италии, Мексике и Франции с такими режиссёрами, как Педро Альмодовар, Карлос Саура, Микеланджело Антониони, Лина Вертмюллер, Валерио Дзурлини, Альберто Латтуада, Артуро Рипштейн, Леопольдо Торре Нильссон, Жак Риветт, Клод Шаброль, Франческо Барилли. Наибольшую известность получили его роли в фильмах Луиса Бунюэля «Назарин» и «Виридиана».
Уильям Фридкин хотел пригласить Рабаля на роль Алена Шарнье в фильме «Французский связной», но никак не мог вспомнить имя «того испанского актёра». Его ассистент по ошибке пригласил другого испанского актёра, Фернандо Рея, вместе с которым Рабаль неоднократно снимался. Фридкин, узнав, что Рабаль не владеет английским или французским, утвердил на роль Рея. Впоследствии Рабаль снимался у Фридкина в гораздо менее успешном, но ставшем культовым «Колдуне», ремейке шедевра Анри-Жоржа Клузо «Плата за страх».
Считается, что лучшие свои роли Рабаль сыграл после смерти Франсиско Франко (1975): «Святые невинные» (1984, приз за лучшую мужскую роль на МКФ в Каннах), «Кому отдаст голос сеньор Кайо» (1988) (обе картины сняты по романам Мигеля Делибеса), телесериал «Тростник». За роль Франсиско Гойи в фильме Сауры «Гойя в Бордо» Рабаль удостоился премии «Гойя» как лучший актёр.
Рабаль — единственный испанский актёр, получивший степень почётного доктора университета Мурсии.
Умер в самолёте от компенсаторной эмфиземы, возвращаясь в Бордо с Монреальского кинофестиваля, где получил награду. Удивляет то, что и Франсиско Гойя умер именно в Бордо. Один из последних фильмов с его участием, «Дагон», имеет перед конечными титрами посвящение: «Фильм посвящается Франсиско Рабалю, прекрасному актёру и ещё лучшему человеку».
Похоронен в родном Агиласе.

## Избранная фильмография
- 1956 — Большая голубая дорога / La grande strada azzura
- 1957 — Человек в коротких штанишках / L’uomo dai calzoni corti — Марио
- 1959 — Назарин / Nazarín — Назарин
- 1959 — Сонаты / Sonatas — маркиз де Брадомин
- 1961 — Виридиана / Viridiana — Хорхе
- 1961 — Освобождённый Иерусалим / Gerusalemme liberata — Танкред
- 1962 — Затмение / L’eclisse — Риккардо
- 1962 — Семьюдесятью семь / Setenta veces siete — Паскуаль
- 1964 — Плач по бандиту / Llanto por un bandido — Темранильо
- 1965 — Мари Шанталь против доктора Ха / Marie-Chantal contre docteur Kha — Пако
- 1966 — Сюзанна Симонен, монахиня / Suzanne Simonin, la religieuse — Морель
- 1967 — Дневная красавица / Belle de Jour — Ипполит
- 1967 — Ведьмы / Le streghe — муж Валерии
- 1969 — Сервантес / Cervantes — Родриго де Сервантес
- 1970 — Гойя / Goya — Гойя
- 1976 — Пустыня Тартари / Il deserto dei tartari — сержант Тронк
- 1977 — Колдун / Sorcerer — Нило
- 1978 — Оставайся собой / Cosi' come sei — Лоренцо
- 1980 — Город зомби / Incubo sulla città contaminata — майор Моррен Холмс
- 1984 — Святые невинные / Los santos inocentes — Асарий
- 1984 — Ходули / Los zancos — Мануэль
- 1985 — Каморра, или Сложное переплетение женских судеб / Camorra / Un complicato intrigo di donne, vicoli e delitti — Гуальоне
- 1986 — Решающий голос господина Кайо / El disputado voto del señor Cayo — Кайо
- 1987 — Спрут 3 / La Piovra 3 (телесериал) — аббат Ловани
- 1990 — Свяжи меня! / ¡Átame! — Максимо Эспехо
- 1997 — День и ночь / Le Jour et la Nuit — Кристобаль
- 1998 — Евангелие чудес / El evangelio de las maravillas — папаша Басилио
- 1999 — Гойя в Бордо / Goya en Burdeos — Гойя
- 2001 — Дагон / Dagon — Эсекиэль

## Премии и награды
- Шестикратный лауреат испанской кинопремии Fotogramas de Plata.